# Bajo Nalón
El Bajo Nalón es una de las comarcas turísticas en las que está dividido el territorio del Principado de Asturias. Está formado por tres concejos o municipios, Pravia, Soto del Barco y Muros de Nalón, que también forman la Mancomunidad Cinco Villas. Los consistorios pertenecientes a la mancomunidad colaboran entre sí para potenciar la economía en la zona, basada en el turismo y la agricultura de manera general.

## Situación Geográfica
La Comarca se sitúa en el curso bajo del río Nalón y engloba los municipios de Pravia, Soto del Barco y Muros de Nalón. Limita al norte con el mar Cantábrico, al oeste con Cudillero, al sur con Salas y al este con Candamo y con Castrillón.
La ría de San Esteban de Pravia se encuentra íntegramente en el territorio comarcal y además de este río se pueden encontrar 
otros cursos fluviales importantes como el río Narcea o el río Aranguín. Estos ríos discurren por valles bien marcados que moldean el relieve de la zona. El más conocido es el Valle de Arango, originado por el río Aranguín, famoso por sus casonas señoriales y la ganadería.Rodeando los valles se encuentran un conjunto de sierras de mediana altura como la Sierra de Fontebona, donde se encuentran cimas como el Pico Mirabeche, Pico Casafría y Alto del Marqués; la Sierra de Sandamías con el Alto del Monxagre de 655 metros de altitud y la Sierra de los Vientos en el límite con Cudillero, donde encontramos el techo de la comarca, Lin de Cubel, cumbre de 678 metros de altitud.

## Turismo
Se trata de una zona turística tanto por sus atractivos naturales como por su importancia en la historia de España. Por un lado son muy frecuentadas las rutas de senderismo que recorren los concejos de Muros de Nalón y Pravia, como la Senda de la Playa de Aguilar o la Senda Verde de Santianes. En este último pueblo, Santianes, se encontraba la monarquía asturiana allá por el siglo VIII y podemos observar la iglesia de San Juan Evangelista, de planta basilical, que es una auténtica joya del prerrománico asturiano.
La zona también es conocida por sus playas y por el antiguo puerto industrial de San Esteban de Pravia. Por último la Colegiata de Santa María La Mayor de Pravia y el Ayuntamiento praviano presiden la cabecera de comarca.

## Comunicaciones
La comarca está perfectamente comunicada con las principales ciudades asturianas. Por un lado Avilés se encuentra a apenas 20 km, Oviedo a unos 50 km y Gijón a 40 km. El aeropuerto de Asturias se encuentra en tierras del vecino concejo de Castrillón. La autovía A-8 atraviesa la comarca de este a oeste, al igual que la N-432. Todas las capitales de municipio poseen estaciones de ferrocarril de FEVE y Pravia una estación de Autobuses con 4 dársenas.

## Deportes
El deporte es una actividad importante en la zona, ya que existen bastantes clubes deportivos. El más importante de todos ellos es el CD Praviano, club de fútbol de Pravia que juega en Tercera División que juega en el Estadio Santa Catalina, con capacidad para 3000 espectadores. Cuenta con más de 400 socios. Otros clubes de fútbol del Bajo Nalón son el CD Villa de Pravia, el Rey Silo FS, la SD Agones, el CD Soto del Barco, el Atlético Arenesco y el Muros Balompié. En cuanto a otros deportes, destacan clubes de tenis como el Villa de Pravia o el CT Pravia; el Club Los Cuervos en Piragüismo; el Club Remeros del Nalón en Remo; el Club Ciclista Lin de Cubel BTT o el Grupo de Montaña Monteagudo.
- Datos: Q20016750